# ملتهمة الهيدروجين الصفراء
ملتهمة الهيدروجين الصفراء (الاسم العلمي: Hydrogenophaga flava) هي نوع من البكتيريا، سلبية الغرام، تتبع جنس ملتهمة الهيدروجين.